# Brandi Andres
Brandi Andres (Long Beach (Californië), 25 mei 1973) is een Amerikaans actrice.

## Biografie
Andres begon in 1993 met acteren in de televisieserie Baywatch. Hierna heeft ze nog enkele rollen meer gespeeld in televisieseries en televisiefilms zoal Lois & Clark: The New Adventures of Superman (1996), Kiss the Girls (1997) en  Beverly Hills, 90210 (1998). In 2002 heeft ze haar laatste rol gespeeld, wat zij hierna gedaan heeft is niet bekend.

## Filmografie

### Televisiefilms
- 2002 R.S.V.P. – als Jordan
- 2002 Hot Rush – als Alicia
- 2001 Tomcats – als Kelly
- 1997 Kiss the Girls – als mooie vrouw

### Televisieseries
- 1999 Air America – als ?? – 1 afl.
- 1998 Beverly Hills, 90210 – als Sarah Edmunds – 4 afl.
- 1996 Lois & Clark: The New Adventures of Superman – als Brenda – 1 afl.
- 1996 Clueless – als vrouw 1 afl.
- 1996 California Dreams – als Hope – 1 afl.
- 1995 High Tide – als Sue – 1 afl.
- 1993 – 1995 Baywatch – als Fern / Adelsa Baerga – 3 afl.